# Lansjärvs kyrka
Lansjärvs kyrka är en kyrkobyggnad i Lansjärv. Den tillhör Överkalix församling i Luleå stift.

## Kyrkobyggnaden
Träkyrkan uppfördes 1942 efter ritningar av arkitekt Lars Bertil Höök. Den har en rektangulär planform och fasader klädda med vitmålad, liggande träpanel. Utmed långsidorna finns rektangulära, tvådelade fönster med spröjsar. Byggnaden har valmat plåttak som bär en korsförsedd takryttare.
Kyrkorummet har ett golv av trä och en fast bänkinredning i öppna kvarter. Tak och väggar är klädda med vitmålade masonitskivor. Takets mittparti har ett tunnvalv.
Utanför kyrkan står en klockstapel i trä ritad 1941 av Einar Lundberg. Kyrkklockan är 80 centimeter i diameter och göts 1953 av Bergholtz klockgjuteri.

## Inventarier
- Altartavlan är målad av Torsten Nordberg, Stockholm. Tavlan är en gåva av Lansjärvs syförening.
- Kyrkans textilier är tillhandahållna av föreningen kyrklig konst i Stockholm.